# NGC 5016
NGC 5016 é uma galáxia espiral barrada (SBbc) localizada na direcção da constelação de Coma Berenices. Possui uma declinação de +24° 05' 42" e uma ascensão recta de 13 horas, 12 minutos e 06,5 segundos.
A galáxia NGC 5016 foi descoberta em 10 de Abril de 1785 por William Herschel.